# Ecaterina Salvaresso
Doamna Ecaterina Salvaresso (citată și cu numele de Catherine Salvarezzo; n. secolul al XVI-lea, Imperiul Otoman – d. 1590, Tripoli, Guvernoratul Liban de Nord, Liban) a fost soția domnitorului Alexandru al II-lea Mircea și mama lui Mihnea al II-lea Turcitul. 

## Biografie
L-a cunoscut pe Alexandru al II-lea în timpul pribegiei acestuia la Constantinopol și s-au căsătorit în 1558, la Pera. Ecaterina Salvaresso era de origine italiană și provenea dintr-o familie catolică. Atunci când soțul său a fost înscăunat Domn, a fost nevoită, ca Doamnă a Țării Românești, să treacă la ortodoxism. A ctitorit Mănăstirea Slătioarele din Ocnele Mari. În 1573 a înființat, împreună cu domnitorul, prima tiparniță din București, la Mănăstirea Plumbuita.
Când fiul ei, Mihnea al II-lea, încă minor, a fost înscăunat Domn în Țara Românească de către sultanul Murat al III-lea, ea a condus țara, în calitate de regentă, timp de șapte ani (între 1577-1583). Era o perioadă grea, plină de intrigi și pretendenți la tron, țara aflându-se sub suzeranitate otomană și domnitorii fiind la bunul plac al Porții Otomane, după cum reiese dintr-o scrisoare trimisă în 24 februarie 1578 de Doamna Ecaterina surorii sale, Maria Fabrizio, încercând să o convingă să nu vină în Țara Românească:
„Ești adevărat sora mea, ești sângele meu și te iubesc și te doresc, dar locul acesta nu suferă ca eu de atâta vreme să mă port după ritul grecesc… și acum Domnia Ta să vii să mergi la o biserică frâncă și noi pe de altă parte la altă biserică grecească. E rușine și ne disprețuiește lumea. Aici sunt locuitorii oameni sălbatici, nu sunt ca la Constantinopole și Pera unde sunt amestecați grecii și frâncii la un loc și iarăși, pe de altă parte, această țară nu e moștenirea noastră; azi suntem, mâine nu suntem, după voia lui Dumnezeu, și ne aflam în mâna turcului și nici noi nu știm unde vom fi până la capăt.”
A murit în anul 1590, la Tripoli.